# Prestazioni acustiche dell'involucro edilizio
Fra le prestazioni che l'involucro edilizio deve garantire, c'è quella del controllo delle condizioni di benessere acustico, all'interno delle unità ambientali rispetto ai rumori provenienti dall'esterno. Si devono considerare le sorgenti di rumore che possono essere percepite all'interno degli edifici, il tipo di rumore prodotto e le modalità di propagazione all'interno dell'edificio (propagazione aerea o strutturale). Le modalità di riduzione del rumore in un ambiente abitato si sintetizzano nell'uso di materiali isolanti ed assorbenti per la riduzione del rumore aereo e di materiali anticalpestio ed antivibranti per lo smorzamento di rumori impattivi e di vibrazioni strutturali.

## Grandezze di riferimento per la verifica
Le prestazioni acustiche dell'involucro sono valutate da alcune grandezze fondamentali: il Potere fonoisolante R, l'Isolamento acustico normalizzato di facciata (D2m, nT) ed il Livello di rumore di calpestio normalizzato L'n.
Per facilitare l'interpretazione dei dati sulle prestazioni acustiche degli edifici, la norma UNI EN ISO 717 ha introdotto gli indici di valutazione. Quelli principali sono:
- Indice di valutazione del potere fonoisolante Rw
- Indice di valutazione del potere fonoisolante apparente R'w (riferito a misure in opera)
- Indice di valutazione dell'isolamento acustico di facciata normalizzato rispetto al tempo di riverberazione D2m,nt,w
- Indice di valutazione dell'incremento di potere fonoisolante ∆Rw
- Indice di valutazione del livello di rumore di calpestio Lnw

## Legislazione italiana
- L. Q. n°447 del 26/10/95 “Legge Quadro sull'inquinamento acustico”.
- D.P.C.M. 5/12/97 "Determinazione dei requisiti acustici passivi degli edifici".

### Normativa tecnica di riferimento
- UNI EN ISO 140-5 (2000); misurazione dell'isolamento acustico in edifici ed in elementi di edificio; la parte 5 riguarda la misurazione in opera dell'isolamento acustico degli elementi di facciata e delle facciate.
- UNI EN ISO 140-7 (2000); misurazione dell'isolamento acustico in edifici e di elementi di edificio; la parte 7 riguarda le misurazioni in opera dell'isolamento dal rumore di calpestio di solai.
- UNI EN ISO 140-14 (2004); misurazione dell'isolamento acustico in edifici e di elementi di edificio; la parte 14 riguarda le linee guida per situazioni particolari in opera
- UNI EN ISO 717 (1997); valutazione dell'isolamento acustico in edifici e in elementi di edificio; la parte 1 riguarda l'isolamento acustico per via aerea.
- UNI EN ISO 12354-3; stima delle prestazioni acustiche degli edifici a partire dalle prestazioni dei componenti; la parte 3 riguarda l'isolamento al rumore aereo contro il rumore esterno.
- UNI TR 11175 (2005); guida alle norme della serie EN 12354 per la previsione delle prestazioni acustiche degli edifici. Applicazione alla tipologia costruttiva nazionale.

## Prestazione di materiali e componenti
Il suono, emesso dalla sorgente esterna, si propaga nell'aria sino ad incontrare l'involucro che, entrando in vibrazione, invia parte dell'energia sonora verso il ricevitore interno. La struttura di separazione si comporta, quindi, come un elemento passivo e le sue caratteristiche possono condizionare la trasmissione, la riflessione e l'assorbimento dell'energia sonora. La prestazione acustica dell'involucro è, quindi, legata al potere fonoisolante R degli elementi di facciata (pareti, finestre, cassonetti) ed all'isolamento acustico normalizzato Dn dei "piccoli" elementi di facciata (elementi avente superficie inferiore ad 1 m², come le prese d'aria). Per facciata, secondo la definizione della norma UNI EN ISO 12354-3, si intende “la totalità della superficie esterna di un ambiente” comprese, quindi, le chiusure esterne orizzontali.

### Materiali utilizzati per l'assorbimento e l'isolamento acustico
I materiali utilizzati normalmente per garantire buone prestazioni acustiche all'involucro sono:
- I materiali fonoassorbenti;
- I materiali fonoisolanti
- I materiali elastici collocati sottopavimento o come base di appoggio per le murature al fine di desolarizzarle.

### Prestazione acustica di pareti esterne
Lo studio delle pareti, rispetto alle sollecitazioni vibro–acustiche, considera il comportamento dinamico delle pareti monostrato e di quelle multistrato.
Il potere fonoisolante di una struttura monolitica, secondo la Legge della massa, migliora con l'aumento della sua pesantezza (massa superficiale espressa in kg/m²).
L'isolamento vibro–acustico delle pareti multistrato risulta funzione delle proprietà di ogni singolo strato e dalla natura delle connessioni; tuttavia, anche se non sussistono dei legami strutturali, le sollecitazioni dinamiche irradiate attraverso l'intercapedine da uno strato sono trasmesse per via aerea agli altri strati che le propagano nello spazio confinante. Per ovviare a questo problema, ogni strato della parete dovrà vibrare indipendentemente dallo strato successivo e l'intercapedine esistente tra strato e strato dovrà avere uno spessore sufficientemente elevato ed essere parzialmente o totalmente riempita con materiale fonoassorbente (solitamente pannelli ad elevata densità, in lana di vetro, lana di roccia) per contenere l'effetto tamburo dovuto alla risonanza dell'intercapedine.
Al fine di esaltare gli effetti di barriera acustica in una gamma di frequenze maggiore e di evitare fenomeni di risonanza o di coincidenza, un'altra soluzione è quella di utilizzare materiali diversi oppure materiali uguali ma di spessore differente.
L'inserimento di materiale poroso contribuirà a limitare il fenomeno della risonanza nell'intercapedine e ad aumentare il potere fonoisolante del sistema.

### Prestazione acustica di vetri e serramenti
Il potere fonoisolante del sistema finestra costituisce un'informazione essenziale per determinare la prestazione acustica dell'involucro edilizio. I fenomeni di risonanza e coincidenza, infatti, riducono notevolmente le capacità fonoisolante dei vetri: un pannello di vetro entra in vibrazione se sollecitato da una perturbazione ondosa di frequenza prossima alla frequenza di risonanza propria.
La prestazione del serramento dipende, oltre che dalla vetrata, dal tipo di telaio e dalla permeabilità all'aria. 
In generale si rileva che le prestazioni dei serramenti migliorano lavorando sulle seguenti variabili:
- aumentare e variare lo spessore ed il tipo dei vetri (legge della massa);
- aumentare lo spessore della camere d'aria;
- riempire la camera con gas pesanti;
- disaccoppiare i telai.

Migliori prestazioni possono essere ottenute utilizzando vetri stratificati, costituiti da lastre di vetro unite in autoclave a pressione mediante interposizione di uno strato smorzante denominato polivinylbutirrale.

### Prestazione acustica di sistemi di copertura
La copertura deve essere capace di ridurre la trasmissione dei rumori provenienti dall'ambiente esterno attenuando l'effetto indotto dalla caduta della pioggia, della grandine, del calpestio per le terrazze. Generalmente i materiali utilizzati per la coibentazione termica dei sistemi di copertura hanno anche un buon funzionamento come isolanti acustici.

### Soluzioni di facciata atte a schermare il rumore
La prestazione acustica di una facciata può essere ottimizzata lavorando su forma e materiali. Generalmente, infatti, modifiche anche lievi del disegno della facciata possono offrire un grado di protezione maggiore senza compromettere altri requisiti come la ventilazione e la protezione.
Alcuni esempi:
- Profondità del balcone: può favorire l'attenuazione del rumore ai piani alti dell'edificio.
- Parapetto pieno: comporta un'attenuazione rispetto alla medesima configurazione priva dello stesso.
- Facciata gradonata: se non è presente un parapetto pieno, questa tipologia di facciata risulta efficace solo ai piani alti. È importante però tenere conto che queste attenuazioni sonore sono in parte dovute alla maggiore distanza delle facciate dalla sede stradale.

Nel patrimonio edilizio esistente è possibile individuare numerosi esempi di edifici con caratteristiche di auto-schermatura alle onde sonore per forma o di fonoassorbimento per tessitura muraria. Di seguito sono riportati alcuni esempi:
- Horizon Apartments, Harry Seidler & Associates, Sidney, 1998: esempio di balcone schermante acusticamente l'involucro.
- DG Bank, Frank Gehry, Berlino, 2001: esempio di facciata gradonata.
- Mediateca nel quartiere Marengo, Buffi Associati, Tolosa, 1997-04: esempio di fonoassorbimento per tessitura muraria.
- Edificio 37 del quartiere Bicocca, Boeri Studio, Milano 2005: esempio di doppia finestra, efficace dal punto di vista della protezione dai rumori esterni.